# Torbiera Lomasona
Torbiera Lomasona este o arie protejată (arie specială de conservare — SAC, sit de importanță comunitară — SCI) din Italia întinsă pe o suprafață de 26 ha, integral pe uscat.

## Localizare
Centrul sitului Torbiera Lomasona este situat la coordonatele 45°59′01″N 10°51′53″E / 45.983611°N 10.864722°E.

## Înființare
Situl Torbiera Lomasona a fost declarat sit de importanță comunitară în iunie 1995 pentru a proteja 1 specie de plante și 10 specii de animale. Situl a fost protejat și ca arie specială de conservare în martie 2014.

## Biodiversitate
Situată în ecoregiunea alpină, aria protejată conține 7 habitate naturale: Păduri aluvionare cu Alnus glutinosa și Fraxinus excelsior (Alno-Padion, Alnion incanae, Salicion albae), Fânețe de joasă altitudine (Alopecurus pratensis, Sanguisorba officinalis), Mlaștini alcaline, Păduri acidofile de Picea de la nivel montan la nivel alpin (Vaccinio-Piceetea), Liziere de ierburi înalte hidrofile de câmpie și de nivel montan până la alpin, Pajiști cu Molinia pe soluri calcaroase, turboase sau argilos-nămoloase (Molinion caeruleae), Mlaștini turboase de tranziție și turbării mișcătoare.
La baza desemnării sitului se află mai multe specii protejate:
- plante (1): moșișoare (Liparis loeselii)
- păsări (9): lăcar-de-mlaștină (Acrocephalus palustris), lăcar-de-lac (Acrocephalus scirpaceus), fâsă de pădure (Anthus trivialis), presură de stuf (Emberiza schoeniclus), muscar negru (Ficedula hypoleuca), sfrâncioc roșiatic (Lanius collurio), muscar sur (Muscicapa striata), cristei de baltă (Rallus aquaticus), silvie de zăvoi (Sylvia borin)
- nevertebrate (1): Austropotamobius pallipes

Pe lângă speciile protejate, pe teritoriul sitului au mai fost identificate 24 de specii de plante, 5 specii de amfibieni, 6 specii de mamifere, 1 specie de pești, 4 specii de reptile.